# Jeunesse éternelle (Angel)
Jeunesse éternelle est le 17e épisode de la saison 1 de la série télévisée Angel.

## Synopsis
En sortant d'un théâtre où Cordelia jouait (très mal) dans une pièce, Angel sauve la célèbre actrice Rebecca Lowell d'une voiture qui allait l'écraser. Rebecca, impressionnée par la modestie d'Angel, vient le trouver le lendemain dans les bureaux d'Angel Investigations et lui demande de lui servir de garde du corps car elle a reçu des menaces de mort. Malgré l'alchimie qui semble se créer entre eux deux, Angel refuse mais, plus tard, Cordelia insiste pour qu'il revienne sur sa décision et Angel arrive chez Rebecca juste au moment où un intrus s'était introduit chez elle. Il le met hors de combat mais Rebecca s'aperçoit alors qu'il n'a pas de reflet et comprend qu'il est un vampire, sans que cela l'effraie pour autant. Angel officie comme garde du corps et sauve à nouveau Rebecca d'un assassin mais l'actrice comprend alors que toutes ses tentatives ne sont que des mises en scène orchestrées par son agent, Oliver Simon, pour faire parler d'elle et relancer sa carrière déclinante.
Rebecca, refusant de vieillir, envisage une autre option et fait parler Cordelia au sujet d'Angel. Le soir venu, elle fait boire au vampire un verre de champagne dans lequel elle a versé une drogue euphorisante. Alors que Cordelia réalise ce qu'elle a dit et se confie à Wesley, Rebecca demande à Angel de la transformer, et le vampire s'aperçoit que son comportement commence à changer. La drogue fait atteindre à Angel le bonheur parfait et il redevient Angelus. Il s'en prend à Rebecca et se moque de Wesley et Cordelia quand ceux-ci interviennent mais Cordelia arrive à faire diversion suffisamment longtemps pour que Wesley puisse l'assommer par surprise. Angel se réveille enchaîné à son lit et de nouveau lui-même, les effets de la drogue s'étant dissipés. Wesley et Cordelia lui pardonnent mais Cordelia lui dit qu'elle attend d'un ami la même franchise qu'a eu Angelus au sujet de ses talents d'actrice.